# Cocula (Guerrero)
Cocula è un comune del Messico, situato nello stato di Guerrero.